# ASIMO
ASIMO (сокращение от Advanced Step in Innovative Mobility; яп. アシモ) — робот-андроид. Разработан в Центре фундаментальных технических исследований Вако (Япония) корпорацией Honda, и в 2000 году был впервые продемонстрирован публике. Последняя версия робота, выпущенная в 2014 году, имела рост 130 см, массу 50 кг и была способна передвигаться со скоростью до 7 км/ч. 
8 июля 2018 года Honda опубликовала на официальном сайте заявление, что прекращает разработку и производство роботов Asimo, чтобы сосредоточиться на более практичных приложениях с использованием технологий, разработанных за время существования Asimo. В марте 2022 года состоялось последнее прощальное появление робота Asimo на публике.

## Обзор
Название было выбрано в честь автора «трёх законов робототехники», писателя Айзека Азимова (англ. Isaac Asimov). В японском языке имя робота произносится как «Асимо» и созвучно со словосочетанием «а также ноги». 
На 2009 год в мире существовало 100 экземпляров ASIMO. Стоимость производства каждого из них не превышает одного миллиона долларов.
ASIMO способен различать людей по специальным карточкам, которые носятся на груди. Также ASIMO умеет ходить по лестнице.

## История разработки

### Серия E
E-серия — это серия экспериментальных человекоподобных роботов, созданных компанией Honda в период с 1986 по 1993 год.
- Honda E0, представлен в 1986 году[5]
- Honda E1, представлен в 1987 году
- Honda E2, представлен в 1989 году
- Honda E3, представлен в 1991 году[6]
- Honda E4, представлен в 1991 году
- Honda E5, представлен в 1992 году
- Honda E6, представлен в 1993 году[7]

### Серия P
P-серия — это следующая серия человекоподобных роботов, разработанных компанией Honda.
- P1, представлен в 1993 году
- P2, представлен в 1996 году
- P3, представленный в 1997 году[8]
- P4, представленный в 2000 году[9][10]

### ASIMO
- ASIMO, представлен в 2000 году[11]
- ASIMO для сдачи в аренду, представлен в 2001 году[12]
- ASIMO с расширенной технологией распознавания, представлен в 2002 году[13]
- ASIMO следующего поколения, представлен в 2004 году[14]
- ASIMO, представлен в 2005 году[15]
- ASIMO («all-new ASIMO»), представлен в 2011 году[16]
- ASIMO («last-gen ASIMO»), представлен в 2014 году.

В 2018 году Honda объявила о прекращении коммерческой разработки ASIMO.

## Технология распознавания
С моделью ASIMO образца 2000 года Honda добавила роботу массу функций, которые позволили ему лучше общаться с людьми. Эти функции делятся на пять категорий:

### Распознавание движущихся объектов
В голову ASIMO встроена видеокамера. С её помощью ASIMO может следить за перемещениями большого числа объектов, определяя дистанцию до них и направление. Практические применения этой функции следующие: способность следить за перемещениями людей (поворачивая камеру), способность следовать за человеком и способность поприветствовать человека, когда он войдёт в пределы досягаемости.

### Распознавание жестов
ASIMO умеет верно истолковывать движения рук, распознавая жесты. Вследствие этого можно отдавать ASIMO команды не только голосом, но и руками. Например, ASIMO понимает, когда собеседник собирается пожать ему руку или когда ему машут рукой, говоря «до свидания». ASIMO может также распознавать указующие жесты вроде «иди вон туда».

### Распознавание окружения
ASIMO умеет распознавать предметы и поверхности, благодаря чему может действовать безопасно для себя и для окружающих. Например, ASIMO владеет понятием «ступенька», при движении по лестнице он не падает, если его не столкнуть. Кроме того, ASIMO умеет двигаться, обходя людей, вставших у него на пути.

### Различение звуков
Различение звуков происходит благодаря системе HARK, в которой используется массив из восьми микрофонов, расположенных на голове и теле андроида. Система обнаруживает, откуда пришёл звук, и отделяет каждый голос от внешнего шума. При этом ей не задаётся количество источников звука и их местоположение. На данный момент HARK способна надёжно (70—80 % точности) распознавать три речевых потока, то есть ASIMO способен улавливать и воспринимать речь сразу трёх человек, что обычному человеку недоступно. Робот умеет откликаться на собственное имя, поворачивать голову к людям, с которыми говорит, а также оборачиваться на неожиданные и тревожные звуки — например, такие, как звук падающей мебели.

### Узнавание лиц
ASIMO способен узнавать знакомые лица даже во время движения (то есть, когда движется сам ASIMO, движется лицо человека или движутся оба объекта). Робот может различать примерно десять разных лиц. Как только ASIMO узнаёт кого-нибудь, он тут же обращается к узнанному по имени.

## Работа в сети
ASIMO умеет пользоваться Интернетом и локальными сетями.
После подключения к локальной сети дома ASIMO сможет разговаривать с посетителями через домофон, а потом докладывать хозяину, кто пришёл. После того, как хозяин согласится принять гостей, ASIMO сумеет открыть дверь и довести посетителя до нужного места.

## Характеристики
|                  | ASIMO (2000)                                                          | next-gen ASIMO (2004)                                  | next-gen ASIMO (2005)                                  | all-new ASIMO (2011) | last-gen ASIMO (2014) |
| ---------------- | --------------------------------------------------------------------- | ------------------------------------------------------ | ------------------------------------------------------ | -------------------- | --------------------- |
| Масса            | 52 кг                                                                 | 54 кг                                                  | 54 кг                                                  | 48 кг                | 50 кг                 |
| Высота           | 120 см                                                                | 130 см                                                 | 130 см                                                 | 130 см               | 130 см                |
| Ширина           | 45 см                                                                 | 45 см                                                  | 45 см                                                  | 45 см                | 45 см                 |
| Глубина          | 44 см                                                                 | 37 см                                                  | 37 см                                                  | 34 см                |                       |
| Скорость ходьбы  | 1,6 км/ч                                                              | 2,5 км/ч                                               | 2,7 км/ч 1,6 км/ч (при переносе груза до 1 кг)         | 2,7 км/ч             | 2,7 км/ч              |
| Скорость бега    | -                                                                     | 3 км/ч                                                 | 6 км/ч (по прямой) 5 км/ч (с поворотами)               | 7 км/ч               | 7 км/ч                |
| Отрыв от земли   | -                                                                     | 0,05 с                                                 | 0,08 с                                                 |                      |                       |
| Батареи          | Никель-гидридные батареи 38,4 В / 10 А·ч / 7,7 кг цикл зарядки 4 часа | Литий-ионные батареи 51,8 В / 6 кг цикл зарядки 3 часа | Литий-ионные батареи 51,8 В / 6 кг цикл зарядки 3 часа |                      |                       |
| Время работы     | 30 мин                                                                | от 40 мин до 1 часа (в режиме ходьбы)                  | от 40 мин до 1 часа (в режиме ходьбы)                  | от 40 мин до 1 часа  | 1 час                 |
| Степеней свободы | 26                                                                    | 30                                                     | 57                                                     | 57                   | 57                    |